# Aeroporto Internazionale di Portland

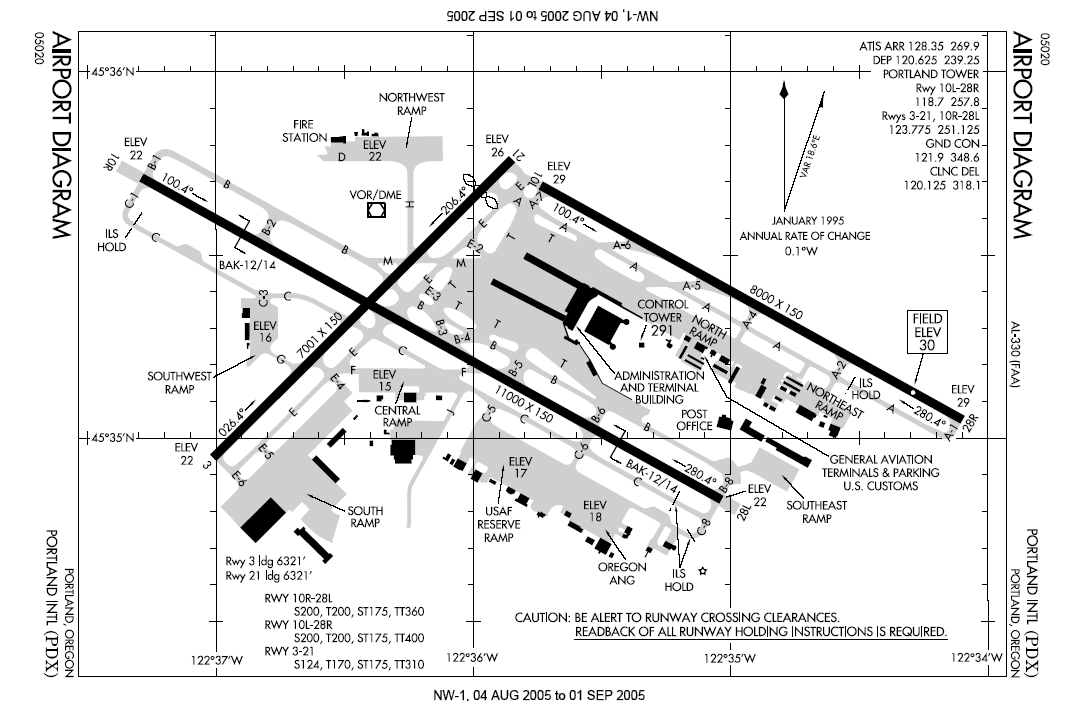
Diagramma delle piste.

L'Aeroporto Internazionale di Portland  (ICAO: KPDX - IATA: PDX - FAA LID: PDX) è un aeroporto statunitense situato a Portland, nello Stato federato dell'Oregon.
L'aeroporto è hub per le compagnie aeree:
- Alaska Airlines
- Horizon Air
- SeaPort Airlines

## Trasporti

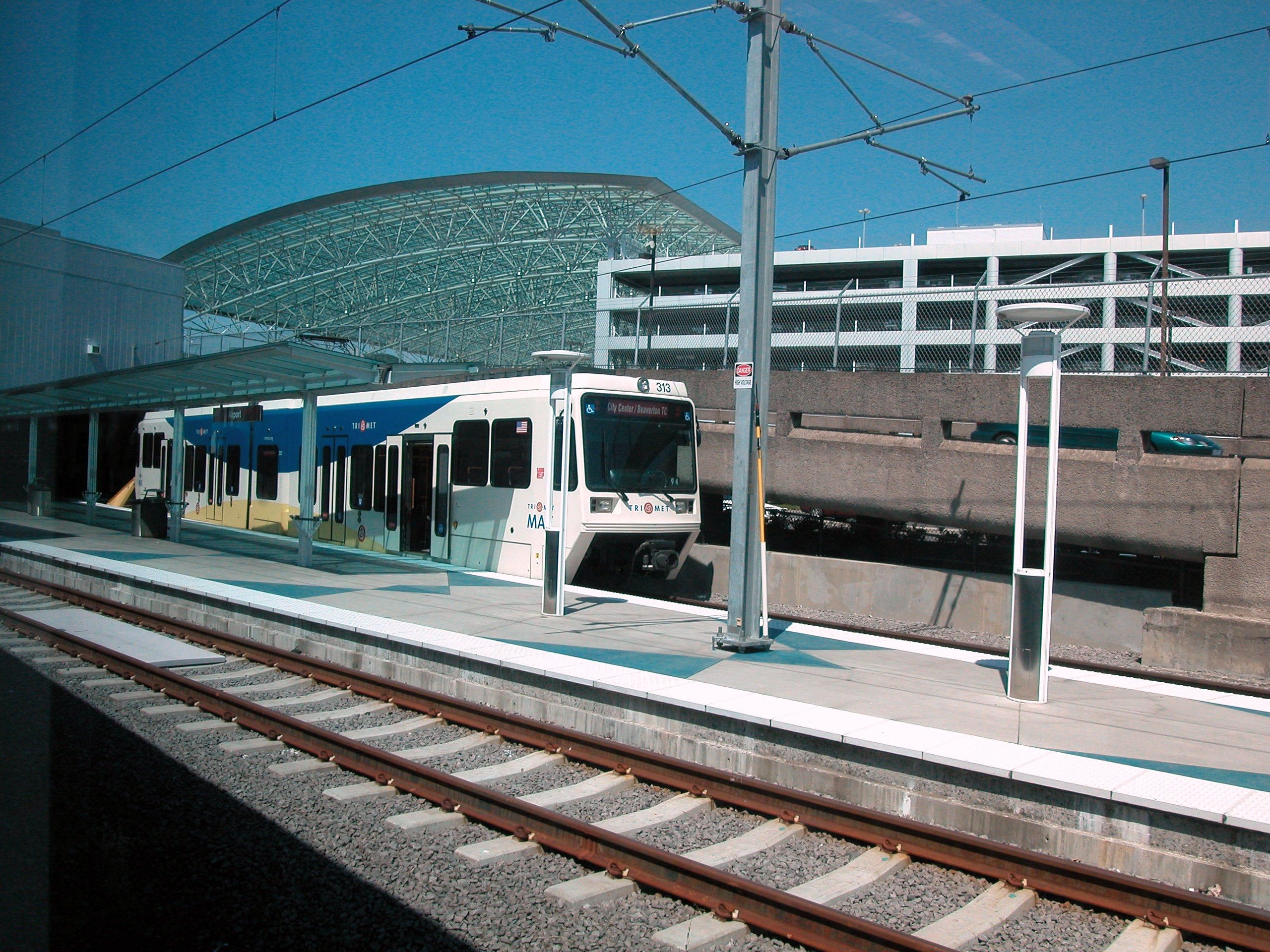
Stazione di metrotranvia MAX

L'aeroporto è collegato alla città di Portland tramite la linea rossa della rete metrotranviaria MAX.